# Lobophytum caputospiculatum
Lobophytum caputospiculatum is een zachte koraalsoort uit de familie Alcyoniidae. De koraalsoort komt uit het geslacht Lobophytum. Lobophytum caputospiculatum werd in 1984 voor het eerst wetenschappelijk beschreven door Li. 